# Фарджон, Бенджамен
Бенджамен Леопольд Фарджон (англ. Benjamin Leopold Farjeon, 1838—1903) — британский писатель, драматург и журналист.

## Биография
Родился в Лондоне, в семье ортодоксальных иудеев Якоба Фарджона и Дины Леви. Не получив никакого светского образования, в возрасте четырнадцати лет Бенджамен начал работать в редакции христианского журнала Nonconformist уличным продавцом. В 1854 году эмигрировал в Австралию, и за время плавания организовал выпуск нескольких номеров корабельной газеты Ocean Record, за что был поощрён — его переселили из кубрика для матросов в каюту для пассажиров.
В Австралии Фарджон работал шахтёром на золотом руднике в штате Виктория, где организовал выпуск газеты, а в 1861 году переехал в Новую Зеландию, где поселился на Южном острове в Данидине и работал журналистом в местной газете Otago Daily Times. Вскоре Фарджон стал заместителем редактора Джулиуса Фогеля — впоследствии премьер-министра Новой Зеландии. Помимо журналистских материалов, Фарджон начал писать романы и пьесы, чем привлёк внимание Чарльза Диккенса.
В 1868 году Б.Фарджон вернулся в Великобританию и поселился Лондоне в районе театра Адельфи. Последующая литературная деятельность Фарджона была весьма активной — в течение тридцати пяти лет он написал почти шестьдесят романов. Многие из книг Фарджона иллюстрировал его давний друг, художник Николя Шевалье.
Б.Фарджон умер в Хэмпстеде 23 июля 1903 года в возрасте 65 лет.

## Семья
В 1877 году Б.Фарджон женился на Маргарет Джейн Джефферсон, дочери американского актера Джозефа Джефферсона. В браке у них было четверо детей — Джозеф, Элинор, Герберт и Гарри.